# بسیم (خواننده)
بسیم (به انگلیسی: Basim) (زاده ۴ ژوئیه ۱۹۹۲) خواننده دانمارکی است.
او در مسابقه آواز یوروویژن ۲۰۱۴ نماینده دانمارک بود.